# Nampcelles-la-Cour
Nampcelles-la-Cour (bis 1801 mit der Schreibweise Nampcelles) ist eine französische Gemeinde mit 114 Einwohnern (Stand 1. Januar 2022) im Département Aisne in der Region Hauts-de-France. Sie gehört zum Arrondissement Vervins, zum Kanton Vervins und zum Gemeindeverband Thiérache du Centre.

## Lage
Die Gemeinde Nampcelles-la-Cour liegt im Osten der Landschaft Thiérache, etwa auf halbem Weg zwischen den Städten Saint-Quentin und Charleville-Mézières und rund 20 Kilometer südlich der Grenze zu Belgien. Bis auf einen kleinen Anteil am Forêt Domaniale du Val de Saint-Pierre im Südwesten ist das 10,89 km² umfassende Gemeindegebiet waldfrei. Das Gemeindegebiet wird vom Brune entwässert, der 16 Kilometer weiter westlich in den Vilpion mündet. Nachbargemeinden von Nampcelles-la-Cour sind Plomion im Norden, Bancigny im Nordosten, Dagny-Lambercy im Osten, Vigneux-Hocquet im Süden, Braye-en-Thiérache im Westen und Harcigny im Nordwesten.

## Bevölkerungsentwicklung
| Jahr      | 1962 | 1968 | 1975 | 1982 | 1990 | 1999 | 2006 | 2013 | 2022 |
| Einwohner | 199  | 188  | 167  | 152  | 141  | 133  | 135  | 128  | 114  |

Im Jahr 1851 wurde mit 524 Bewohnern die bisher höchste Einwohnerzahl ermittelt. Die Zahlen basieren auf den Daten von cassini.ehess und INSEE.

## Wirtschaft und Infrastruktur
In Nampcelles-la-Cour sind 14 Landwirtschaftsbetriebe ansässig (Getreide- und Gemüseanbau, Milchwirtschaft, Schaf- und Ziegenhaltung).
Durch die Gemeinde Nampcelles-la-Cour führt die Fernstraße D 61 von Hary nach Brunehamel. In der 14 Kilometer entfernten Kleinstadt Vervins besteht ein Anschluss an die Route nationale 2. In Vervins befindet sich auch der nächstgelegene Bahnhof an der Bahnstrecke La Plaine–Hirson.

## Sehenswürdigkeiten
- Kirche Saint-Martin
- Denkmal für die Gefallenen des Ersten Weltkriegs

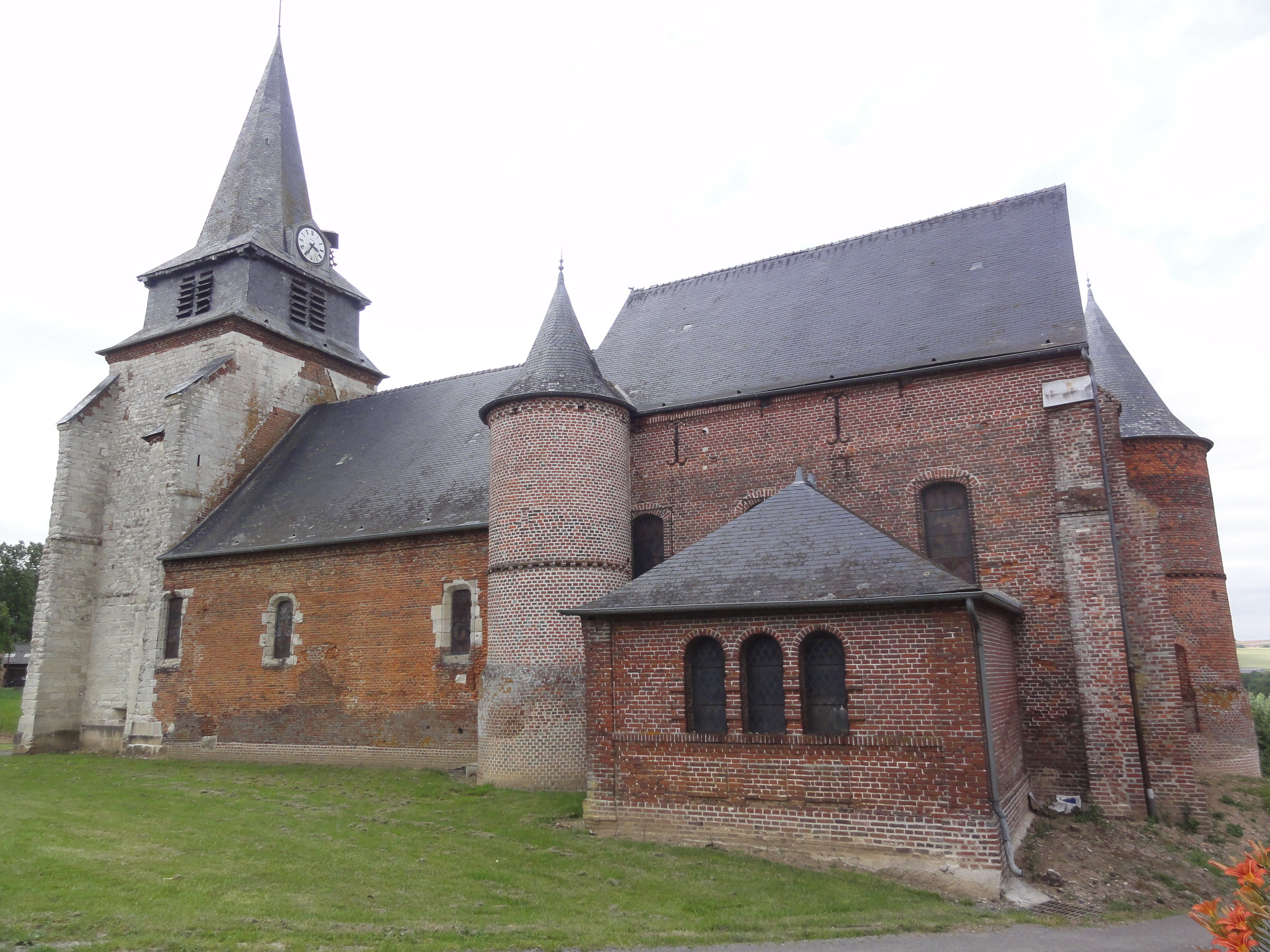
Südseite St. Martin
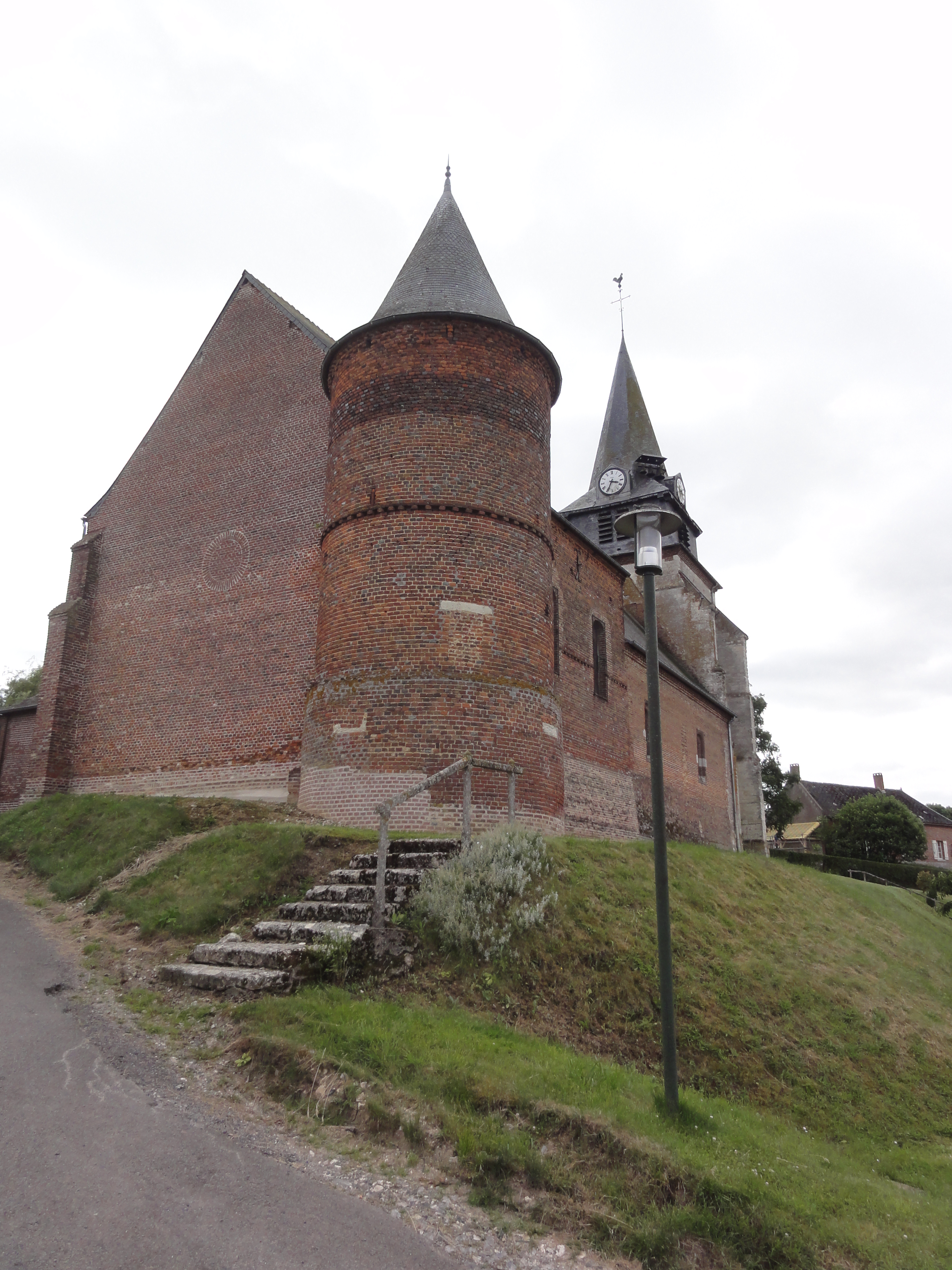
Nordostseite St. Martin
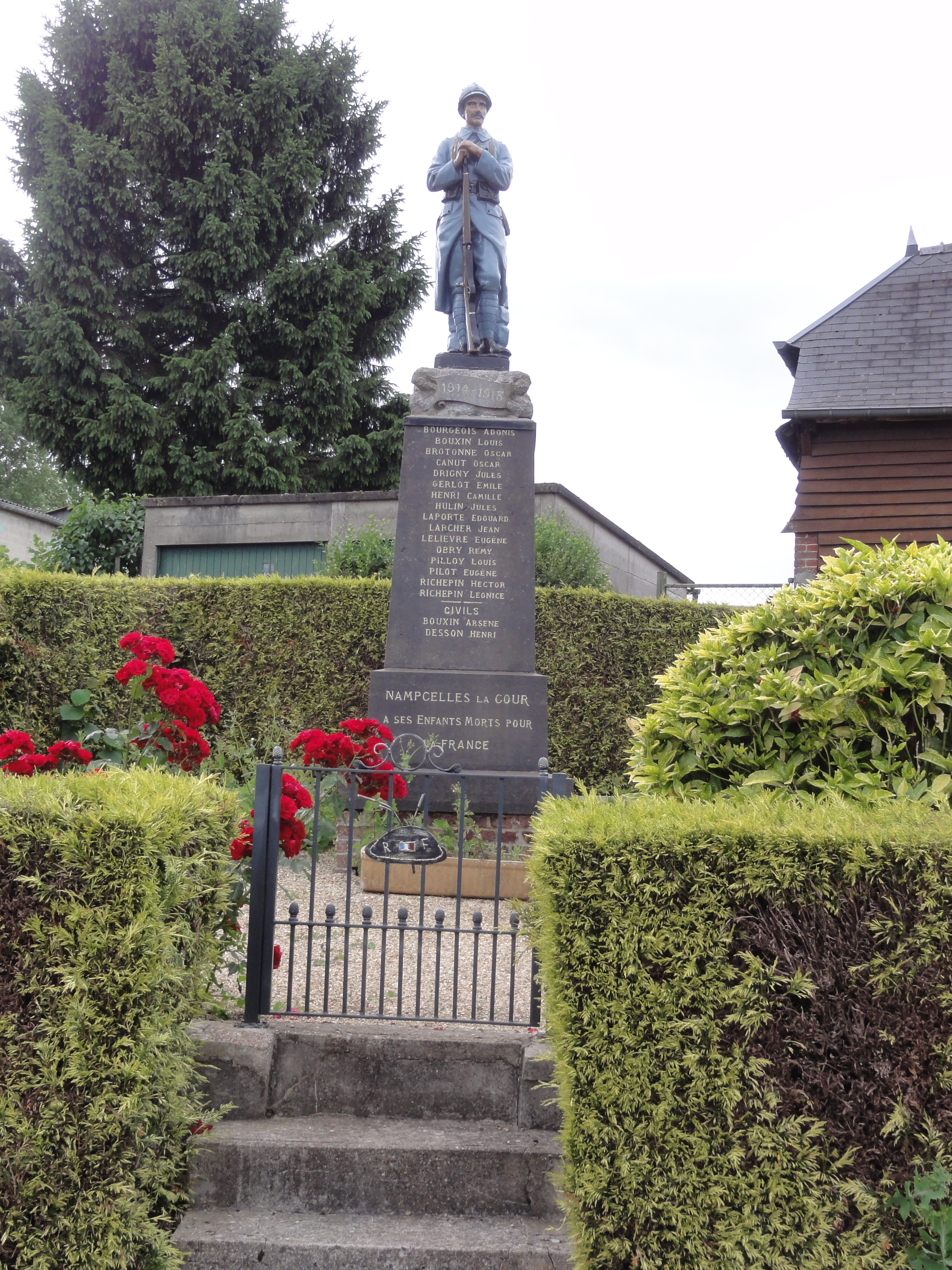
Gefallenendenkmal